# Theophilus Ochang
Theophilus Ochang Lotti (Loti) ist ein Politiker im Südsudan. Er war der Anführer der Equatoria Defense Force, einer Miliz, während des Zweiten Bürgerkriegs im Sudan (1983–2005). Nach dem Ende des Bürgerkriegs, wurde er zum Gesundheitsminister und später zum Berater von Präsident Salva Kiir Mayardit ernannt.

## Equatoria Defense Force leader
Am 21. April 1997 unterzeichnete Theophilus Ochang als Anführer der Equatoria Defense Force das Khartoum Peace Agreement. Unter diesem Abkommen, welches von verschiedenen Milizen im Süden des Sudan, jedoch außer der dominierenden Sudan People’s Liberation Army (SPLA), unterzeichnet worden war, garantierte die Regierung des Sudan eine graduelle Autonomie für die südlichen Bundesstaaten und einen Fahrplan auf ein Unabhängigkeit im Zuge eines Referendums.
Theophilus Ochang willigte ein unter dem koordinierten Kommando von Riek Machar zu kämpfen.
Präsident Umar al-Baschir benannte Theophilus als Mitglied des Coordination Council of Southern States, welches mit dem Abkommen eingerichtet wurde.

## Gesundheitsminister
Der Bürgerkrieg endete formell im Januar 2005.
Der Bürgerkrieg endete offiziell im Januar 2005. Im November 2005, wenige Wochen nach seiner Ernennung zum Gesundheitsminister der südsudanesischen Regierung, nahm Theophilus Ochang an einer zweitägigen Programmüberprüfung des sudanesischen Programms zur Ausrottung des Guineawurms im Carter Center in Atlanta im US-Bundesstaat Georgia teil.
Im Dezember 2006 eröffnete er den ersten Rechenschaftsbericht zum South Sudan Guinea Worm Eradication Program in Juba.
Im Februar 2007 empfing er den früheren US-Präsidenten Jimmy Carter in Juba.
Im Mai 2007 organisierte die Internationale Organisation für Migration (IOM) ein Treffen zwischen Theophilus Ochang, dem Gesundheitsminister, und Ärzten sowie anderen Gesundheitsfachleuten der Binnenvertriebenen in Khartum, die eine Rückkehr in ihre Heimat in Erwägung zogen. Theophilus beschrieb, wie dringend medizinische Fähigkeiten im Süden benötigt wurden, und fügte hinzu: „Dies ist kein Unterfangen, das man in ein paar Jahren erledigen kann. Es ist eine Arbeit fürs ganze Leben.“ („this is not an undertaking of a few years. It is a job of a lifetime“).

## Spätere Karriere
Theophilus Ochang wurde am 2. Juli 2007 von seinem Amt als Gesundheitsminister entbunden und zum Berater des Präsidenten für soziale Belange ernannt.
In dieser Position war er direkt dem Präsidenten unterstellt und mittelbar auch Vizepräsident Riek Machar.
Im Mai 2011 wurde Theophilus Ochang in den Beirat der Horiok-Gemeinschaft im Kreis Torit im Bundesstaat Eastern Equatoria gewählt. Aufgabe des Rates ist die Koordinierung der Gemeindeangelegenheiten in den Payams Kudo, Himodonge, Iyire, Imurok und Ifwotu.